# Bassem Mehri
Bassem Mehri, né le 13 juin 1961 à Tunis, est un footballeur tunisien.
Il évolue au poste de milieu de terrain au sein du Club africain.

## Biographie
Ayant rejoint le Club africain dès son jeune âge, il brille dans les catégories des jeunes et commence à jouer parmi les seniors le 14 septembre 1980.
Aussi fin techniquement que combatif moralement, il traverse les années 1980 en tant que joueur, assurant le lien entre la génération de Néjib Abada et celle d'Adel Sellimi, et ne connaît la consécration que sur le tard, en 1990. Il œuvre ensuite en tant que membre du comité directeur du club en s'occupant de la catégorie des jeunes puis en tant que président de la section football depuis le 27 novembre 2012.

## Carrière
- 1980-1990 : Club africain ( Tunisie)

## Palmarès
- Championnat de Tunisie
  - Champion : 1990
- Coupe de Tunisie
  - Finaliste : 1988, 1989

## Statistiques personnelles
- 166 matchs en championnat (11 buts)
- 23 matchs en coupe (3 buts)